# Kurt Onclin
Kurt Onclin (Reet, 16 december 1966) is een Belgisch voormalig beroepswielrenner. Hij reed voor onder meer Lotto en Palmans.

## Belangrijkste overwinningen
1990
- Grote 1-Mei Prijs

1991
- Proloog Ronde van de Vaucluse
- 1e etappe Ronde van de Vaucluse

## Resultaten in voornaamste wedstrijden
| Jaar | Milaan-San Remo | Gent-Wevelgem | Ronde van Vlaanderen | Parijs-Roubaix |
| ---- | --------------- | ------------- | -------------------- | -------------- |
| 1990 |                 | 115e          |                      |                |
| 1991 |                 | 5e            |                      |                |
| 1992 | 74e             | 26e           | 122e                 | 61e            |
| 1995 |                 | 100e          |                      |                |